# Thottea philippinensis
Thottea philippinensis är en piprankeväxtart som beskrevs av Eduardo Quisumbing y Argüelles. Thottea philippinensis ingår i släktet Thottea och familjen piprankeväxter. Inga underarter finns listade i Catalogue of Life.